# Ciconia maltha
Ciconia maltha – gatunek wymarłego ptaka z rodziny bocianów (Ciconiidae) z późnego pliocenu – w późnym plejstocenie występował na zachodzie i południu terytorium obecnych Stanów Zjednoczonych oraz na Kubie. Został znaleziony w La Brea Tar Pits.